# Bactrocera minuscula
Bactrocera minuscula är en tvåvingeart som beskrevs av Drew och Albany Hancock 1994. Bactrocera minuscula ingår i släktet Bactrocera och familjen borrflugor. Inga underarter finns listade.